# Adam Skrodzki
Adam Skrodzki (ur. 23 grudnia 1983 w Siemianowicach Śląskich) – polski szablista, medalista mistrzostw Europy, wielokrotny mistrz Polski, olimpijczyk z Londynu (2012).

## Kariera sportowa
Jego pierwszym klubem był Pałac Młodzieży Katowice (1992-2001), od 2001 reprezentuje barwy AZS-AWF Katowice.
Pierwsze sukcesy międzynarodowe uzyskał w 2003 zdobywając brązowe medale mistrzostw świata juniorów i mistrzostw Europy seniorów w turnieju drużynowym. W 2004 i 2005 został drużynowym wicemistrzem Europy.
Reprezentował Polskę na mistrzostwach świata w 2005 (13 m. drużynowo i 21 m. indywidualnie), 2006 (9 m. drużynowo i 45 m. indywidualnie), 2007 (17 m. drużynowo i 24 m. indywidualnie), 2009 (17 m. drużynowo i 21 m. indywidualnie), 2010 (11 m. drużynowo i 27 m. indywidualnie), 2013 (13 m. drużynowo i 40 m. indywidualnie) i 2014 (20 m. drużynowo i 45 m. indywidualnie).
Na mistrzostwach Europy startował ponadto w 2003 (25 m. indywidualnie), 2004 (6 m. indywidualnie), 2005 (23 m. indywidualnie) 2006 (9 m. indywidualnie i 8 m. drużynowo), 2007 (14 m. indywidualnie i 10 m. drużynowo), 2008 (42 m. indywidualnie i 11 m. drużynowo), 2009 (26 m. indywidualnie i 9 m. drużynowo), 2010 (16 m. indywidualnie i 10 m. drużynowo), 2011 (19 m. indywidualnie i 10 m. drużynowo), 2012 (38 m. indywidualnie i 9 m. drużynowo), 2013 (38 m. indywidualnie i 11 m. drużynowo) i 2014 (24 m. indywidualnie i 12 m. drużynowo).
Wystąpił także na Igrzyskach Olimpijskich w Londynie, zajmując 30 m. w turnieju indywidualnym. Reprezentował Polskę na pierwszych Igrzyskach Europejskich w Baku (Azerbejdżan) w 2015 roku.
Na mistrzostwach Polski wywalczył siedmiokrotnie mistrzostwo Polski indywidualnie (2004, 2009, 2012, 2013, 2014, 2015, 2016), dwukrotnie brązowy medal indywidualnie (2003, 2006), ośmiokrotnie mistrzostwo Polski drużynowo (2005, 2006, 2008, 2009, 2012, 2014, 2015, 2016), czterokrotnie wicemistrzostwo Polski drużynowo (2003, 2007, 2011, 2013).